# Marysville (Washington)
Marysville je grad u američkoj saveznoj državi Washington. Prema popisu stanovništva iz 2010. u njemu je živjelo 60.020 stanovnika.